# گوادالوپه نتل
گوادالوپه نتل (اسپانیایی: Guadalupe Nettel‎) (۲۷ مهٔ ۱۹۷۳) رمان‌نویس و داستان‌نویس اهل مکزیک است. او را از داستان‌نویسان برجسته معاصر در آمریکای لاتین می‌دانند. آثار او به بیش از بیست زبان ترجمه شده‌اند. او تحصیلات کارشناسی خود را در دانشگاه ملی مستقل مکزیک (UNAM) در رشته ادبیات و فلسفه به پایان رساند و دکترای علوم زبان از  مدرسه مطالعات عالی علوم اجتماعی (EHESS) از پاریس دارد.

## آثار فارسی
مجموعه داستان زندگی زناشویی ماهی‌های قرمز (با نام اصلی El Matrimonio de los peces rojos) با ترجمه سارا عصاره توسط نشر نی در سال ۱۴۰۳ منتشر شد.
رمان عزیزکرده (با نام اصلی Hija Unica) با ترجمه نازی عظیمی توسط نشر آنجا در سال ۱۴۰۳ منتشر شد.